# Franz Liehr Liegnitz
«Франц Лир, Лигниц» («Franz Liehr Liegnitz») — немецкая фирма, занимавшаяся производством и дистрибуцией фортепиано во второй половине XIX — первой половине XX века, официальный поставщик Испанского Королевского Двора, обладатель Гран При Парижской Всемирной выставки 1937г.

## История
Фортепианная фирма Franz Liehr, Liegnitz (Франц Лир, Лигниц), также известная как Liehr (Лир) по единственному слову на крышке инструментов более поздних годов изготовления, была основана 1 апреля 1871 г. как Открытое Торговое Общество (OHG) Францем Лиром (Franz Liehr) и еще двумя участниками. В 1881 оба участника вышли из Общества, и Франц Лир стал единственным владельцем фирмы.
Основатель фирмы Франц Лир (12.09.1839 — 13.05.1899) происходил из многодетной семьи с небольшим достатком, поэтом сразу после окончания деревенской школы в возрасте 14 лет покинул отчий дом и поступил в ученики к столяру. После окончания обучения столярному делу, Франц Лир отправился странствовать по Германии, чтобы набраться опыта, и оказался в Берлине, где несколько лет работал на различных предприятиях по изготовлению музыкальных инструментов и фортепиано. Франц с увлечением изучал на практике все аспекты фортепианного производства и с годами приобрел обширные знания и большой практический опыт в этой области.
В 1870 г. Франц Лир с семьей переехал в Лигниц, где в 1871 г. открыл собственную фабрику по производству фортепиано. Он лично контролировал изготовление каждого инструмента, в том числе выполняя некоторые работы. Инструменты приобрели популярность благодаря их высокому качеству, приятному тону и насыщенному звучанию. Фабрика постоянно расширялась, так что в 1893 для фабрики было построено новое обширное здание.
В 1899 после смерти Франца фирму унаследовали его дети — сын Бруно (Bruno) и дочь. Бруно Лир получил основательное образование в области изготовления фортепиано и смог значительно расширить бизнес. Муж дочери Франца Лира Пол Ленерт (Paul Lehnert) занимался продажами в соседние Европейские страны (Испания, Швейцария). Его усилиями в марте 1907 г. фирма получила титул официального поставщика Испанского Королевского Двора (Königlich Spanischer Hoflieferant). Соответствующая надпись появилась на крышках инструментов второй строкой ниже названия самой фирмы: Franz Liehr Pianofortefabrik, Liegnitz.
В 20гг XX века мировой экономический кризис, последовавший за Первой Мировой войной и изменения в предпочтениях покупателей (появление радио, звукозаписи) привели к разорению огромного числа производителей фортепиано в Германии.
Благодаря постоянным инновациям, индивидуальному подходу, продуманной маркетинговой политике, выразительному звуку, высокой надежности и современному внешнему виду инструментов, даже в кризисные времена компания Liehr продолжала успешно продавать свои инструменты, как широкой публике, так и взыскательным профессионалам.
К 30гг, когда ссылка на титул поставщика Испанского Королевского Двора стала выглядеть старомодно, на крышке инструментов осталось только одно слово Liehr, выполненное крупными золотыми буквами в готическом шрифте, что полностью соответствовало настроениям того времени.
В 1937 г. фортепиано фирмы Liehr были представлены Германией на крупнейшем и самом авторитетном международном форуме того времени — Всемирной Парижской Выставке и получили Гран При.
Фирма Liehr успешно просуществовала до фирма существовала до 1945г. и прекратила деятельность с окончанием Второй мировой войны (один источник указывает год ликвидации фирмы 1948 Архивная копия от 29 ноября 2020 на Wayback Machine).

## Количество произведённых инструментов
За весь период существования фирма Liehr произвела около 12тыс. инструментов (Гросбах, Атлас номеров пианино. Grossbach, Atlas der Piano-Nummern). Хотя Атлас имеет информацию только до 1925г, встречаются инструменты с номерами 12ХХХ, произведенные после 1937 г.
1900 — 5800
1905 — 6100
1910 — 7200
1915 — 8100
1920 — 9656
1925 — 10000
Позднее 1937 — 12ХХХ
Инструменты фирмы Liehr периодически встречаются на аукционах, преимущественно в Германии и близлежащих европейских странах. В России инструменты этой фирмы редки, те единичные экземпляры, которые встречаются, появились в основном после Второй Мировой войны.

## Общие характеристики инструментов
Инструменты, произведенные фирмой Liehr отличаются огромным разнообразием моделей и отделки, поскольку большинство инструментов изготавливалось по индивидуальному заказу.
Компания использовала все современные достижения и изобретения для усовершенствования инструментов. Основными известными инновациями компании Liehr являются:
— современный дизайн корпуса пианино и роялей. Уже в конце 30гг Liehr применила принципиально новый дизайн корпуса, который стал доминирующим для фортепиано в 50-70гг.
— тенденция к уменьшению размеров инструментов. В августе 1936г публике было представлено самое маленькое пианино «Optimus», высотой 98 см, шириной 136 см и весом 150 кг. Также фирмой Liehr сконструирован мини-рояль длиной всего 150 см, который, несмотря на маленькие габариты, имел насыщенное звучание и получил многочисленные положительные отзывы профессионалов.
— встроенная в верхнюю крышку выдвижная электрическая подсветка для освещения клавиатуры и нот (получен патент)
— пианино и рояли со встроенной опцией «эффект клавесина» — «Cembalo Einbau» (получен патент)
— фортепиано с самостоятельным аппаратом для записи нот (получен патент)
Инструменты фирмы Liehr отличаются высокой конструктивной надежностью: дополнительное ребро жесткости для рамы, увеличивающее ее прочность, дополнительные крепежи для клавиатуры. Данные элементы, однако, встречаются и у некоторых других производителей фортепиано.
На концертных роялях фирмы Liehr (длиной 235 см) играли выдающиеся пианисты первой половины 20в, такие как Конрад Ансорге (Conrad Ansorge) и Вильгельм Бакхауз (Wilhelm Backhaus).
Звук инструментов Liehr полный и насыщенный, с глубоким мощным басом и чистым, ясным и выразительным дискантом. Сбалансированный классический звук.

## Примеры звучания
Franz Liehr Baby Grand
Franz Liehr Liegnitz — 5